# Burmistrzowie Polic

Obecny Herb Polic

Burmistrzowie Polic (Włodarze Polic) – burmistrzowie, zarządcy komisaryczni i przewodniczący Prezydium Miejskiej Rady Narodowej Polic (prawa miejskie od 1269) na przestrzeni lat.
| Lp. | Kadencja      | Włodarz                      | Funkcja            | Administracja                |                   |
| --- | ------------- | ---------------------------- | ------------------ | ---------------------------- | ----------------- |
|     | 1596          | Branderburgk                 | burmistrz          | Księstwo pomorskie           |                   |
|     | 1617          | Matthias Paul                | burmistrz          | Królestwo Szwecji            | Szwecja           |
|     | 1617          | Joachim Otte                 | burmistrz          | Królestwo Szwecji            | Szwecja           |
|     | 1617          | Hieronymus Wedige            | burmistrz          | Królestwo Szwecji            | Szwecja           |
|     | 1759          | Georg Friedrich Klug         | burmistrz          | Królestwo Prus               |                   |
|     | 1775          | Jacob Friedrich Buttermann   | burmistrz          | Królestwo Prus               |                   |
|     | 1809          | Walther                      | burmistrz          | Królestwo Prus               |                   |
|     | 1809 – 1816   | August Phillip Hanff         | burmistrz          | Królestwo Prus               |                   |
|     | 1816 – 1822   | Johann Joachim Lockwitz      | burmistrz          | Związek Niemiecki            | Związek Niemiecki |
|     | 1822 – 1843   | S.S. Grünenwaldt             | burmistrz          | Związek Niemiecki            | Związek Niemiecki |
|     | 1843 – 1846   | E.C. Fr. Derblov             | burmistrz          | Związek Niemiecki            | Związek Niemiecki |
|     | 1846 – 1849   | Albert Georg Edman Gebeschus | burmistrz          | Związek Niemiecki            | Związek Niemiecki |
|     | 1849 – 1855   | Kröning                      | burmistrz          | Związek Niemiecki            | Związek Niemiecki |
|     | do 1929       | Johann Ludwig Ernst Heintze  | burmistrz          | Rzesza Niemiecka             |                   |
|     | od X 1945     | Józef Pakosz                 | burmistrz          | Polska Ludowa                | Polska            |
|     | do 1946       | Kühn                         | p.o. burmistrz     | Enklawa Policka              |                   |
|     | 1945 – 1946   | Armia Czerwona               | –                  | Enklawa Policka              |                   |
|     | od X 1946     | Adam Gaweł                   | burmistrz          | Polska Ludowa                | Polska            |
|     | 1947          | Adam Preis                   | burmistrz          | Polska Ludowa                | Polska            |
|     | do IX 1947    | Władysław Barcikowski        | burmistrz          | Polska Ludowa                | Polska            |
|     | do 24 IX 1949 | Leonard Abramowski           | burmistrz          | Polska Ludowa                | Polska            |
|     | po 1950       | Eugeniusz Słodziński         | burmistrz          | Polska Ludowa                | Polska            |
|     | do 1958       | Stanisław Mikucki            | przewodniczący MRN | Polska Rzeczpospolita Ludowa | Polska            |
|     | 1958          | Andrzej Samsik               | przewodniczący MRN | Polska Rzeczpospolita Ludowa | Polska            |
|     | 1959 – 1962   | Zbigniew Chuchuła            | przewodniczący MRN | Polska Rzeczpospolita Ludowa | Polska            |
|     | 1962 – 1972   | Roman Choroszyński           | przewodniczący MRN | Polska Rzeczpospolita Ludowa | Polska            |
|     | 1972 – 1974   | Remigiusz Kubicki            | przewodniczący MRN | Polska Rzeczpospolita Ludowa | Polska            |
|     | 1974 – 1975   | Edmund Stawiszyński          | naczelnik miasta   | Polska Rzeczpospolita Ludowa | Polska            |
|     | 1975          | Witold Kujawiak              | naczelnik miasta   | Polska Rzeczpospolita Ludowa | Polska            |
|     | 1975 – 1978   | Halina Wojtczak              | naczelnik miasta   | Polska Rzeczpospolita Ludowa | Polska            |
|     | 1978 – 1988   | Kazimierz Wirkijowski        | naczelnik miasta   | Polska Rzeczpospolita Ludowa | Polska            |
|     | 1988 – 1990   | Wiktor Szostak               | naczelnik miasta   | Polska Rzeczpospolita Ludowa | Polska            |
|     | 1990 – 1998   | Stanisław Szymaszek          | burmistrz          | Rzeczpospolita Polska        | Polska            |
|     | 1998 – 2024   | Władysław Diakun             | burmistrz          | Rzeczpospolita Polska        | Polska            |
|     | 2024 – teraz  | Krystian Kowalewski          | burmistrz          | Rzeczpospolita Polska        | Polska            |